# 21 октября
21 октября — 294-й день года (295-й в високосные годы) по григорианскому календарю.
До конца года остаётся 71 день.
До 15 октября 1582 года — 21 октября по юлианскому календарю, с 15 октября 1582 года — 21 октября по григорианскому календарю.
В XX и XXI веках соответствует 8 октября по юлианскому календарю.

## Праздники и памятные дни

### Национальные
- Великобритания:
  - День Трафальгарской битвы[2].
- Лаос — День полной луны[3].
- Гондурас — День вооружённых сил[4].
- Беларусь — День отца[5].

### Религиозные
Православие
 — Память преподобной Пелагии Антиохийской (457 год);
 — память преподобного Досифея Верхнеостровского, Псковского, игумена (1482 год);
 — память преподобного Трифона, архимандрита Вятского (1612 год);
 — Собор Вятских святых;
 — память преподобной Таисии Египетской (IV век);
 — память святой Пелагии девицы, Антиохийской (303 год);
 — память священномучеников Димитрия (Добросердова), архиепископа Можайского, и с ним Иоанна Хренова, диакона, преподобномучеников Амвросия (Астахова) и Пахомия (Туркевича), игумена, преподобномученицы Татианы (Бесфамильной), мученика Николая Рейна, мучениц Марии Волнухиной и Надежды Ажгеревич (1937 год);
 — память священномученика Ионы (Лазарева), епископа Велижского, преподобномученика Серафима (Щёлокова), архимандрита, священномучеников Петра Никотина, Василия Озерецковского, Павла Преображенского, Петра Озерецковского, Владимира Сперанского, пресвитеров, мучеников Виктора Фролова, Иоанна Рыбина, Николая Кузьмина и мученицы Елисаветы Курановой (1937 год);
 — память преподобномученика Варлаама (Ефимова) (конец 1930-х годов);
 — прославление преподобного Алексия Карпаторусского (УПЦ МП).
 Католицизм
 — память преподобного Илариона Великого (371).
 — память мученицы Урсулы, девы со спутницами (IV век);
 — День деловых женщин (в память святой Маргарет Клитроу).
 — память святого Венделина Толайского (617).

### Именины
- Католические[11]: Урсула, Гиларий, Ефросиния, Яков, Мальхос, Матфей.
- Православные[12]: Гаспар, Дорофей, Досифей, Исидор, Пелагея, Петрония, Таисия, Трифон, Урсула, Юлиан (Ульян, Иулиан).

## События

### До XIX века
- 63 до н. э. — избранный консулом Цицерон, получив сведения о намерениях Катилины совершить переворот и убийство самого Цицерона, произносит речь в сенате и срывает замыслы Катилины.
- 1056 — по заказу приближённого киевского князя Изяслава Ярославича, дьякон Григорий начал переписывать Евангелие («Остромирово Евангелие»).
- 1097 — начало осады Антиохии участниками 1-го крестового похода.
- 1187 — в Ватикане был избран римский папа Григорий VIII.
- 1520 — португальский мореплаватель Фернан Магеллан открыл пролив, названный впоследствии Магеллановым[13].
- 1555 — английский парламент отказался признать Филиппа Испанского королём.
- 1578 — в битве за Венден в ходе Ливонской войны русские войска потерпели сокрушительное поражение.
- 1596 — заключена Брестская уния, согласно которой епископы православной церкви на территории Речи Посполитой признали над собой власть папы римского.
- 1641 — католическое восстание в Ольстере: тысячи англичан и шотландцев убиты.
- 1652 — после ряда военных поражений фрондёров в боях с наёмными войсками кардинала Дж. Мазарини, лидер Фронды принц Людовик Конде, оставив Париж, бежит в испанские Нидерланды.
- 1665 — гетман Иван Брюховецкий подписал Московские статьи, по которым определялись взаимоотношения левобережной Гетманщины с Русским царством.
- 1727 — заключён Кяхтинский договор между Россией и Китаем.
- 1731 — Младший жуз казахов по инициативе Абулхайр-хана вступил в подданство Российской империи.
- 1797 — в Бостоне спущен на воду фрегат «Constitution» ВМС США.

### XIX век
- 1805 — Трафальгарское морское сражение.
- 1824 — англичанин Джозеф Аспдин[англ.] запатентовал портлендский цемент.
- 1832 — российский учёный Павел Шиллинг в своей петербургской квартире продемонстрировал изобретённый им электромагнитный телеграф[14].
- 1858
  - В Париже впервые исполнен канкан.
  - Первое представление оперетты «Орфей в аду» Ж. Оффенбаха в Париже.
- 1868 — сильное землетрясение с центром в Хэйварде, Калифорния, США.
- 1869 — первая партия свежих устриц пришла наземным путём в Балтимор.
- 1871 — первые в США любительские внешние атлетические игры (Нью-Йорк).
- 1879 — американский изобретатель Томас Алва Эдисон испытывает свою первую лампу накаливания с угольной нитью.
- 1897 — в Николаеве начал работать Черноморский судостроительный завод.
- 1899
  - Во Владивостоке открылся Восточный институт. Ныне это Дальневосточный федеральный университет (ДВФУ).
  - В ходе Второй англо-бурской войны состоялась битва у Эландслаагте.

### XX век
- 1909 — в Испании к власти приходит либеральное правительство.
- 1913 — в Португалии вспыхивает восстание роялистов (подавлено силами правительства).
- 1914 — битва под Варшавой в ходе Варшавско-Ивангородской операции завершилась поражением германских войск.
- 1915 — первое трансатлантическое радиотелефонное сообщение из Арлингтона (штат Виргиния, США) в Париж.
- 1916
  - Армия США формирует резервный корпус подготовки офицеров.
  - Убийство австрийского премьер-министра Карла Штюрка лидером социал-демократов Адлером в знак протеста против продолжения участия Австрии в войне. Приговорённого к каторге Адлера спасёт революция.
- 1917
  - В Саратове премьерой спектакля «Гибель „Надежды“» Г. Гейерманса открылся Солдатский Театр Революции.
  - Переход Петроградского гарнизона на сторону военно-революционного комитета.
- 1923
  - Первый планетарий открылся в Немецком музее в Мюнхене. Его продемонстрировал профессор Вальтер Бауэрсфельд.
  - Совершил свой первый полёт самолёт АНТ-1 конструкции А. Н. Туполева.
  - Франция объявляет о признании сепаратистского правительства, созданного в Рейнском пфальцграфстве Германии.
- 1926
  - В Монреале американский фокусник Гарри Гудини попросил зрителя ударить его в живот. От этого удара фокусник через 10 дней скончался.
  - В проливе Ла-Манш из-за отказа двигателя разбивается самолёт «Handley Page W-10» компании «Imperial Airways». Все 12 человек на борту погибают.
- 1927 — Л. Д. Троцкий и Г. Е. Зиновьев обвинены в попытке создать «вместе с буржуазными интеллигентами» контрреволюционную оппозиционную партию и исключены из состава ЦК ВКП(б).
- 1928 — обращение Л. Д. Троцкого к коммунистам всех стран с призывом бороться против планов Сталина.
- 1930 — взрыв на угольной шахте в Ахене (Германия) привёл к гибели 262 человек.
- 1934 — в Китае начался «великий поход» китайских коммунистов под руководством Мао Цзэдуна.
- 1935 — Германия официально вышла из состава Лиги Наций.
- 1936 — открытие троллейбусного движения в Ленинграде.
- 1937
  - Авиаконструктор Туполев арестован по обвинению во вредительстве и принадлежности к контрреволюционной организации.
  - В Испании армия националистов занимает Хихон, последний крупный город в руках республиканцев на севере страны.
- 1940
  - В московской квартире Николая Островского (ул. Горького, 14) открылся музей писателя.
  - Первый полёт корабельного самолёта КОР-2 Г. М. Бериева, Н. П. Котяков.
- 1941 — уничтожение нацистами гетто в Городище.
- 1943 — уничтожение нацистами Минского гетто.
- 1944 — в Бермудском треугольнике загадочно исчез экипаж американского корабля «Рубикон». Корабль был найден без повреждений, а на его борту находилась только собака. Судно было в отличном состоянии, если не считать порванного буксирного троса, свисавшего с носа корабля.
- 1945 — женщинам во Франции впервые разрешено принимать участие в голосовании.
- 1947 — в СССР началась Операция «Запад».
- 1950 — после капитуляции тибетской армии китайские войска оккупировали Тибет.
- 1956 — в Польше Владислав Гомулка вновь пришёл к власти после того, как его избрали первым секретарём ЦК ПОРП.
- 1959 — Генеральная Ассамблея ООН приняла резолюцию о восстановлении религиозных и гражданских свобод в Тибете.
- 1960 — на воду спущена первая английская атомная подводная лодка «Дредноут».
- 1961 — президент ОАР Насер отдал распоряжение о конфискации собственности богатых египтян.
- 1962 — в «Правде» опубликовано стихотворение Евгения Евтушенко «Наследники Сталина».
- 1964 — в США на экраны вышел фильм «Моя прекрасная леди» с Одри Хепбёрн в главной роли.
- 1966
  - В Аберфане (Гламорган, Южный Уэльс), произошёл оползень террикона, накрывший школу и ставший причиной смерти 116 детей и 28 взрослых.
  - Состоялся первый полёт пассажирского реактивного самолёта Як-40.
- 1967
  - Корабли ВМФ Объединённой Арабской Республики вблизи побережья Синайского полуострова потопили израильский эсминец «Эйлат».
  - Поход на Пентагон — акция против войны во Вьетнаме.
- 1968
  - В Ташкенте открылся I Международный кинофестиваль стран Азии, Африки и Латинской Америки.
  - Направленным взрывом в урочище Медеу (Казахстан) сооружена противоселевая плотина, которая спасла Алма-Ату от стихийного бедствия.
- 1969
  - Бескровный переворот в Сомали (Национальный праздник).
  - Вилли Брандт, представитель социал-демократов, был избран канцлером ФРГ.
- 1970 — в Корейской церкви произошло одновременное венчание 777 пар.
- 1971 — СССР проводит ядерные испытания на Семипалатинском полигоне.
- 1972
  - Близ Афин упал в море при заходе на посадку самолёт NAMC YS-11A-202 греческой компании Olympic Airways. Из 53 человек на борту погибают 37.
  - На встрече руководителей стран, входящих в ЕЭС, высказано одобрение принципов создания к 1980 году экономического и валютного союза.
- 1975
  - «Венера-9» стала первым спутником, запущенным на орбиту Венеры.
  - СССР провёл ядерные испытания на Новой Земле.
- 1979 — израильский министр иностранных дел Моше Даян уходит в отставку.
- 1980 — М. С. Горбачёв избран членом Политбюро ЦК КПСС.
- 1981
  - Андреас Папандреу формирует первое в истории Греции социалистическое правительство.
  - Президент Заира Мобуту отправляет в отставку премьер-министра Этьена Чисекеди, что вызывает массовые беспорядки в стране.
- 1984 — австрийский автогонщик Ники Лауда в третий раз выигрывает чемпионат «Формула-1».
- 1987 — на Пленуме ЦК КПСС Борис Ельцин подверг резкой критике работу высшего руководства партии и персонально Е. К. Лигачёва.
- 1989
  - Во Львове создано Товарищество украинского языка имени Шевченко.
  - Катастрофа Boeing 727 под Тегусигальпой (Гондурас): из 146 человек на борту погибли 129, крупнейшая авиакатастрофа в Центральной Америке.
  - Узбекский язык провозглашён государственным языком Узбекистана.
- 1990 — создана предвыборная коалиция «Демократическая Россия».
- 1991
  - Американский заложник Джесси Тёрнер (Jesse Turner) освобождён после 5-летнего заточения в Бейруте.
  - 24 человека погибли при пожаре в Окленде (штат Калифорния, США).
- 1993 — при попытке военного переворота в Бурунди были убиты президент страны Мельхиор Ндадайе и 6 министров.
- 1994
  - Академия Российского телевидения учредила ежегодную премию «ТЭФИ».
  - Государственная Дума приняла Гражданский кодекс РФ.
  - Обрушился мост над Ганой в Сеуле (Южная Корея), более 32 погибших.
  - США и Северная Корея достигли договорённости по ядерной программе, предусматривающей согласие Северной Кореи на инспекцию предприятий атомной промышленности.
- 1996 — сильный пожар уничтожил главный корпус Ивановской государственной медицинской академии[15].
- 1997
  - Новая версия песни Элтона Джона «Candle in the Wind», посвящённая памяти принцессы Дианы, стала самым популярным синглом в истории поп-музыки: в течение месяца было продано 31,8 млн экземпляров.
  - Президент Казахстана Нурсултан Назарбаев подписал указ об объявлении с 10 декабря новой столицей страны города Акмола, впоследствии получившего название Астана.
  - Учреждена Литературная премия Александра Солженицына.

### XXI век
- 2013 — взрыв автобуса в Волгограде.
- 2015 — отмечался День «Назад в будущее» в честь даты из фильма «Назад в будущее 2»[16].

## Родились

### До XIX века
- 1328 — Чжу Юаньчжан (ум. 1398), китайский император (с 1368), основатель династии Мин.
- 1581 — Доменикино (наст. имя Доменико Дзампьери; ум. 1641), итальянский художник.
- 1659 — Георг Эрнст Шталь (ум. 1734), немецкий врач и химик, лейб-медик прусского короля.
- 1675 — Хигасияма (ум. 1710), 113-й император Японии (1687—1709).
- 1676 — Вилим Иванович де Геннин (ум. 1750), российский генерал-лейтенант (с 1728), друг и соратник Петра I.
- 1725 — Франц Мориц фон Ласси (ум. 1801), австрийский военачальник.
- 1760 — Кацусика Хокусай (ум. 1849), японский художник укиё-э, иллюстратор, гравёр.
- 1772 — Сэмюэл Кольридж (ум. 1834), английский поэт и философ.
- 1790 — Альфонс де Ламартин (ум. 1869), французский поэт-романтик.
- 1792 — Александр Муравьёв (ум. 1863), российский военный и государственный деятель, декабрист, основатель «Союза благоденствия».

### XIX век
- 1832 — Густав Лангеншейдт (ум. 1895), немецкий педагог-методист и издатель.
- 1833 — Альфред Нобель (ум. 1896), шведский химик и инженер, изобретатель динамита, учредитель Нобелевской премии.
- 1847
  - Джузеппе Джакоза (ум. 1906), итальянский поэт, драматург, либреттист.
  - Антонио Фаваро (ум. 1922), итальянский математик, историк науки.
- 1891 — Тед Шоун (наст. имя Эдвин Майерс Шоун; ум. 1972), американский артист балета, балетмейстер, педагог.
- 1893 — Александр Пишванов (ум. 1964), русский лётчик-ас времён Первой мировой войны.
- 1894
  - Энрика Мальковати (ум. 1990), итальянский классический филолог.
  - Варвара Степанова (ум. 1958), советская художница-авангардистка, дизайнер и поэт.
  - Эдогава Рампо (ум. 1965), японский писатель и критик.
- 1895 — Эдна Пёрвиэнс (ум. 1958), американская актриса немого кино, снимавшаяся с Чарли Чаплином.
- 1896 — Евгений Шварц (ум. 1958), советский прозаик, драматург, поэт, киносценарист.
- 1899 — Григорий Рошаль (ум. 1983), советский кинорежиссёр, педагог.
- 1900
  - Виктор Ардов (ум. 1976), советский писатель-сатирик, драматург, сценарист.
  - Дмитрий Васильев (ум. 1984), русский советский кинорежиссёр.

### XX век
- 1903 — Михаил Куприянов (ум. 1991), советский художник, участник Кукрыниксов.
- 1904 — Георгий Церетели (ум. 1973), грузинский советский востоковед, арабист.
- 1912
  - Яков Флиер (ум. 1977), пианист, народный артист СССР.
  - Георг Шолти (ум. 1997), британский дирижёр венгерского происхождения.
- 1914 — Мартин Гарднер (ум. 2010), американский математик и популяризатор науки
- 1917
  - Марко Балетич (погиб в 1943), югославский военный врач, Народный герой Югославии.
  - Диззи Гиллеспи (наст. имя Джон Биркс Гиллеспи; ум. 1993), американский джазовый трубач, певец, композитор.
- 1923
  - Валериан Боровчик (ум. 2006), польско-французский кинорежиссёр.
  - Михаил Бушнов (ум. 2014), актёр театра и кино, театральный режиссёр, народный артист СССР.
- 1925 — Селия Крус (ум. 2003), кубинско-американская исполнительница сальсы.
- 1928 — Раднэр Муратов (ум. 2004), актёр театра и кино, заслуженный артист РСФСР.
- 1929 — Урсула Ле Гуин (ум. 2018), американская писательница-фантаст.
- 1930 — Иван Силаев (ум. 2023), заместитель Председателя Совета Министров СССР (1985—1990), Председатель Совета Министров РСФСР (1990—1991).
- 1931 — Николь Курсель (ум. 2016), французская актриса кино и телевидения.
- 1940 — Манфред Манн (наст. имя Майкл Сепсе Любовиц), клавишник, композитор, лидер британской рок-группы MMEB.
- 1941 — Стив Кроппер, американский гитарист, композитор, музыкальный продюсер.
- 1942 — Елена Санаева, актриса театра и кино, заслуженная артистка РСФСР.
- 1945 — Никита Михалков, актёр и режиссёр кино, сценарист, продюсер, народный артист РСФСР.
- 1949 — Биньямин Нетаньяху, премьер-министр Израиля (1996—1999 и с 2009).
- 1955 — Наталья Комарова, российский государственный и политический деятель, губернатор Ханты-Мансийского автономного округа — Югры (2010—2024).
- 1956 — Кэрри Фишер (ум. 2016), американская актриса, сценарист и прозаик.
- 1957
  - Вольфганг Кеттерле, немецкий физик, лауреат Нобелевской премии (2001).
  - Стив Люкатер, американский гитарист, певец, композитор, участник группы «Toto».
  - Владимир Мирзоев, советский и российский режиссёр театра и кино, сценограф.
- 1958
  - Андрей Гейм, нидерландский физик, лауреат Нобелевской премии (2010).
  - Хулио Медем, испанский кинорежиссёр, сценарист, актёр.
- 1961 — Валерий Ярёменко, актёр театра, кино и телевидения, заслуженный артист России.
- 1965 — Александр Олейников, российский режиссёр, сценарист, продюсер, телеведущий.
- 1967 — Дмитрий Гордон, украинский журналист, телеведущий.
- 1968 — Мелора Уолтерс, американская актриса.
- 1976
  - Лавиния Милошович, румынская гимнастка, двукратная олимпийская чемпионка 1992 года
  - Эндрю Скотт, ирландский актёр театра, кино и телевидения (роль Джима Мориарти в телесериале «Шерлок»).
- 1980 — Ким Кардашьян, американская фотомодель, актриса, звезда реалити-шоу.
- 1981
  - Неманя Видич, сербский футболист.
  - Роман Русинов, российский автогонщик, пилот «24 часов Ле-Мана».
- 1990 — Рики Рубио, испанский баскетболист, чемпион мира и двукратный чемпион Европы.
- 1991 — Артур Алексанян, армянский борец греко-римского стиля, олимпийский чемпион (2016), многократный чемпион мира и Европы.
- 1995 — Юлимар Рохас, венесуэльская легкоатлетка, олимпийская чемпионка в тройном прыжке (2020).
- 1997 — Андерсон Питерс, гренадский метатель копья, двукратный чемпион мира.
- 2000 — Мима Ито, японский игрок в настольный теннис, олимпийская чемпионка в миксте (2020).

## Скончались

### До XIX века
- 1422 — Карл VI Безумный (р. 1368), король Франции (с 1380).
- 1556 — Пьетро Аретино (р. 1492), итальянский писатель и публицист.
- 1765 — Джованни Паоло Панини (р. 1691), итальянский художник и зодчий.

### XIX век
- 1805 — Горацио Нельсон (р. 1758), английский флотоводец, вице-адмирал.
- 1845 — Николоз Бараташвили (р. 1817), грузинский поэт-романтик.
- 1849 — Дмитрий Бутурлин (р. 1790), русский военный историк, государственный деятель.
- 1883 — Константин Паприц (р. 1858), российский поэт и писатель-беллетрист.
- 1890 — Пётр Шмельков (р. 1819), русский художник, карикатурист-сатирик.

### XX век
- 1913 — Юрий Нечаев-Мальцов (р. 1834), русский фабрикант и меценат.
- 1918 — Николай Добровольский (р. 1854), последний министр юстиции Российской империи.
- 1931 — Артур Шницлер (р. 1862), австрийский писатель и драматург.
- 1941 — Александр Шорин (р. 1890), советский изобретатель в области техники связи, звукового кино и телемеханики.
- 1948 — Николай Крапивянский (р. 1889), советский военный и государственный деятель.
- 1964 — Григорий Верёвка (р. 1895), украинский советский композитор, хоровой дирижёр.
- 1969 — Джек Керуак (р. 1922), американский писатель и поэт.
- 1970 — Джон Томас Скоупс (р. 1900), американский учитель, обвинённый на «Обезьяньем процессе» (1925) в преподавании запрещённой теории эволюции.
- 1973 — Андрей Абрикосов (р. 1906), актёр театра и кино, народный артист СССР.
- 1978 — Анастас Микоян (р. 1895), советский государственный и партийный деятель.
- 1979 — Жозеф Котин (р. 1908), конструктор советских тяжёлых танков ИС, КВ, трактора К-700.
- 1984 — Франсуа Трюффо (р. 1932), французский кинорежиссёр и актёр.
- 1990 — Дмитрий Бисти (р. 1925), график, народный художник РСФСР, академик АХ СССР.
- 1999 — Геннадий Васильев (р. 1940), советский и российский кинорежиссёр и сценарист.

### XXI век
- 2003 — Эллиот Смит (р. 1969), американский композитор, гитарист, автор-исполнитель.
- 2010 — Вадим Зобин (р. 1938), советский и российский кинорежиссёр, сценарист и актёр.
- 2012 — Яш Чопра (р. 1932), индийский кинорежиссёр и продюсер.
- 2023
  - Натали Земон Дэвис (р. 1928), американско-канадский историк.
  - сэр Роберт «Бобби» Чарльтон (р. 1937), английский футболист, чемпион мира (1966).

## Приметы
Трифон и Пелагея. Починки. Ознобицы. Зябушка. Ознобуха. Зима забирает.
- С Трифона и Пелагеи все холоднее
- Трифон шубу чинит, Пелагея рукавицы шьёт
- Худо, коли зима врасплох застанет, шапкой с ног свалит[17][18].

В этот день принято заниматься починкой, изготовлением или приобретением зимней одежды, готовясь к наступающей зиме.